# Philoponella subvittata
Philoponella subvittata es una especie de araña araneomorfa del género Philoponella, familia Uloboridae. Fue descrita científicamente por Opell en 1981.
Habita en Guyana.